# Heiko Vogel
Heiko Vogel (Bad Dürkheim, 21 novembre 1975) è un allenatore di calcio, dirigente sportivo ed ex calciatore tedesco, di ruolo centrocampista.

## Carriera
Come giocatore crebbe nel Wachenheim e nell'Hassloch per poi giocare nell'Edenkoben.
Inizia la sua più fortunata carriera da allenatore nel 1998 nelle giovanili del Bayern Monaco dove allena le formazioni Under-10, Under-13, Under-16 e Under-17. Nel 2007 viene chiamato a fare il vice-allenatore del FC Ingolstadt 04 dove, nella stagione 2008-2009, assiste Thorsten Fink. Nel 2009 segue Fink al Basilea dove vincono due campionati e una Coppa Svizzera.
Il 13 ottobre 2011 sostituisce momentaneamente Fink, passato all'Amburgo. Il 7 dicembre seguente porta la squadra svizzera a una storica promozione agli ottavi di Champions League come seconda classificato nel girone dietro al Benfica, grazie alla clamorosa vittoria interna per 2-1 contro il Manchester United. Il 12 dicembre gli viene così rinnovato il contratto fino al 30 giugno 2014.

## Statistiche

### Statistiche da allenatore
Statistiche aggiornate al 7 maggio 2023. In grassetto le competizioni vinte.
| Stagione          | Squadra           | Campionato        | Campionato | Campionato | Campionato | Campionato | Coppe nazionali | Coppe nazionali | Coppe nazionali | Coppe nazionali | Coppe nazionali | Coppe continentali | Coppe continentali | Coppe continentali | Coppe continentali | Coppe continentali | Altre coppe | Altre coppe | Altre coppe | Altre coppe | Altre coppe | Totale | Totale | Totale | Totale | % Vittorie | Piazzamento |
| Stagione          | Squadra           | Comp              | G          | V          | N          | P          | Comp            | G               | V               | N               | P               | Comp               | G                  | V                  | N                  | P                  | Comp        | G           | V           | N           | P           | G      | V      | N      | P      | %          | Piazzamento |
| ----------------- | ----------------- | ----------------- | ---------- | ---------- | ---------- | ---------- | --------------- | --------------- | --------------- | --------------- | --------------- | ------------------ | ------------------ | ------------------ | ------------------ | ------------------ | ----------- | ----------- | ----------- | ----------- | ----------- | ------ | ------ | ------ | ------ | ---------- | ----------- |
| ott. 2011-2012    | Basilea           | SL                | 23         | 17         | 4          | 2          | CS              | 5               | 4               | 1               | 0               | UCL                | 6                  | 3                  | 1                  | 2                  | -           | -           | -           | -           | -           | 34     | 24     | 6      | 4      | 70,59      | Sub., 1º    |
| lug.-ott. 2012    | Basilea           | SL                | 12         | 5          | 6          | 1          | CS              | 1               | 1               | 0               | 0               | UCL+UEL            | 6+2                | 3+0                | 2+2                | 1+0                | -           | -           | -           | -           | -           | 21     | 9      | 10     | 2      | 42,86      | Eson.       |
| gen.-giu. 2018    | Sturm Graz        | BL                | 16         | 8          | 2          | 6          | ÖFB             | 3               | 3               | 0               | 0               | UEL                | -                  | -                  | -                  | -                  | -           | -           | -           | -           | -           | 19     | 11     | 2      | 6      | 57,89      | Sub., 2º    |
| lug.-nov. 2018    | Sturm Graz        | BL                | 10         | 3          | 4          | 3          | ÖFB             | 2               | 1               | 0               | 1               | UCL+UEL            | 2+2                | 0+0                | 0+0                | 2+2                | -           | -           | -           | -           | -           | 16     | 4      | 4      | 8      | 25,00      | Eson.       |
| Totale Sturm Graz | Totale Sturm Graz | Totale Sturm Graz | 26         | 11         | 6          | 9          |                 | 5               | 4               | 0               | 1               |                    | 4                  | 0                  | 0                  | 4                  |             | -           | -           | -           | -           | 35     | 15     | 6      | 14     | 42,86      |             |
| apr.-giu. 2019    | Uerdingen 05      | 3.BL              | 3          | 0          | 1          | 2          | NP              | 1               | 1               | 0               | 0               | -                  | -                  | -                  | -                  | -                  | -           | -           | -           | -           | -           | 4      | 1      | 1      | 2      | 25,00      | Sub., 11º   |
| lug.-set. 2019    | Uerdingen 05      | 3.BL              | 9          | 2          | 3          | 4          | CG+NP           | 1+2             | 0+1             | 0               | 1+1             | -                  | -                  | -                  | -                  | -                  | -           | -           | -           | -           | -           | 12     | 3      | 3      | 6      | 25,00      | Eson.       |
| Totale Uerdingen  | Totale Uerdingen  | Totale Uerdingen  | 12         | 2          | 4          | 6          |                 | 4               | 2               | 0               | 2               |                    | -                  | -                  | -                  | -                  |             | -           | -           | -           | -           | 16     | 4      | 4      | 8      | 25,00      |             |
| feb.-giu. 2023    | Basilea           | SL                | 17         | 6          | 7          | 4          | CS              | 2               | 1               | 0               | 1               | UECL               | 8                  | 3                  | 3                  | 2                  | -           | -           | -           | -           | -           | 27     | 10     | 10     | 7      | 37,04      | Sub., 5º    |
| set.-ott. 2023    | Basilea           | SL                | 4          | 0          | 0          | 4          | CS              | 0               | 0               | 0               | 0               | UCL                | -                  | -                  | -                  | -                  | -           | -           | -           | -           | -           | 4      | 0      | 0      | 4      | &0,00      | Interim     |
| Totale Basilea    | Totale Basilea    | Totale Basilea    | 56         | 28         | 17         | 11         |                 | 8               | 6               | 1               | 1               |                    | 22                 | 9                  | 8                  | 5                  |             | -           | -           | -           | -           | 86     | 43     | 26     | 17     | 50,00      |             |
| Totale carriera   | Totale carriera   | Totale carriera   | 82         | 39         | 23         | 20         |                 | 13              | 10              | 1               | 2               |                    | 26                 | 9                  | 8                  | 9                  |             | -           | -           | -           | -           | 121    | 58     | 32     | 31     | 47,93      |             |

## Palmarès

### Allenatore
- Campionato svizzero: 1

Basilea: 2011-2012
- Coppa Svizzera: 1

Basilea: 2011-12
- Coppa d'Austria: 1

Sturm Graz: 2017-2018